# Liomera laperousei
Liomera laperousei is een krabbensoort uit de familie van de Xanthidae. De wetenschappelijke naam van de soort is voor het eerst geldig gepubliceerd in 1985 door Garth.